# Fundulopanchax powelli
Fundulopanchax powelli är en fiskart som beskrevs av Van der Zee och Wildekamp, 1994. Fundulopanchax powelli ingår i släktet Fundulopanchax och familjen Nothobranchiidae. IUCN kategoriserar arten globalt som akut hotad. Inga underarter finns listade i Catalogue of Life.